# 릴런드 메릴
릴런드 메릴(Leland Merrill, 본명: 릴런드 길버트 메릴 주니어, Leland Gilbert Merrill, Jr., 1920년 10월 4일 ~ 2009년 7월 28일)는 미국의 레슬링 선수로 1948년 하계 올림픽에서 미국 대표로 출전했다.
일리노이주 댄빌 (일리노이주)에서 태어나 웨스트버지니아주 파커즈버그에서 자랐다. 릴런드는 미시간 주립 대학교에서 대학 레슬링을 했으며, 그곳에서 4학년 때 팀 주장을 맡았고 NCAA 레슬링 챔피언십에서 3위를 차지했다. 1948년 프리스타일 웰터급 대회에서 동메달을 획득했다.
메릴은 웨스트버지니아주 최초의 올림픽 메달 수상자이자 주 최초의 올림픽 선수였다.